# Politiken
Politiken é um jornal diário dinamarquês, publicado pela JP/Politikens Hus em Copenhague, Dinamarca. Foi fundado em 1884 e desempenhou um importante papel na formação do Partido Social-Liberal. Desde 1970, tem sido apartidário, mas mantém uma posição liberal e de centro-esquerda. Ele agora dirige um jornal online, o politiken.dk. O design do jornal recebeu diversos prêmios internacionais, e vários jornalistas ganharam o Prêmio Cavling.

## História

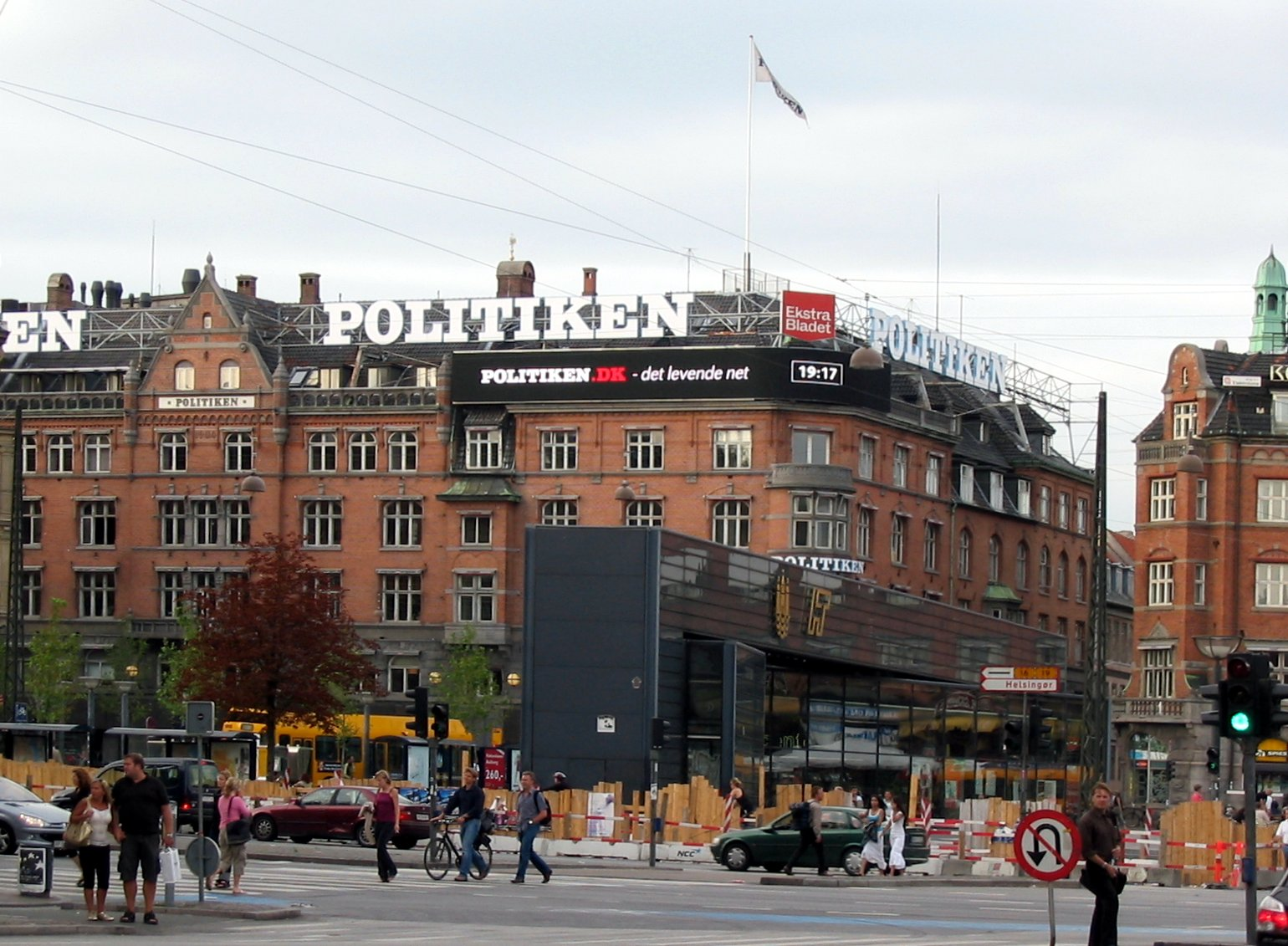
Sede do Politiken na Praça da Prefeitura de Copenhague.

O Dagbladet Politiken foi fundado em 1 de outubro de 1884 em Copenhague por Viggo Hørup, Edvard Brandes e Hermann Bing. Hørup e Brandes formaram o pediódico depois de serem demitidos como editores do Morgenbladet em razão de convergências políticas. Hørup conduziu o jornal como redator-chefe por quinze anos desde o seu começo em 1884.
Em 1904, o tablóide Ekstra Bladet foi fundado como um suplemento ao Politiken e foi separado, virando um jornal independente em 1 janeiro 1905. O jornal estabeleceu sua sede em Copenhague na Praça da Prefeitura Municipal em 1912. O pediódico foi publicado pela Politikens Hus até 1 de janeiro de 2003, quando a empresa fundiu-se com a Jyllands-Posten S/A para formar o JP/Politikens Hus. Assim, Jyllands-Posten transformou-se em seu jornal-irmão.